# Margaretta levinseni
Margaretta levinseni är en mossdjursart som först beskrevs av Canu och Bassler 1930.  Margaretta levinseni ingår i släktet Margaretta och familjen Margarettidae. Inga underarter finns listade i Catalogue of Life.